# Демидов Сан-Донато Павло Павлович
Деми́дов Павло́ Па́влович, князь Сан-Дона́то (9 [21] вересня 1839, Веймар, Герцогство Саксен-Веймар-Ейзенахське — 17 [29] січня 1885, Пратоліно, біля Флоренції, Королівство Італія) — російський громадський діяч, дипломат, промисловець із роду Демидових, меценат, київський міський голова в 1871–1872 та 1873–1874 роках, дійсний статський радник (1879), почесний громадянин Києва (1874).

## Біографія
Павло Демидов народився в 1839 році у Веймарі (Герцогство Саксен-Веймар-Ейзенахське), здобув домашню освіту.
У 1856–1860 роках навчався на юридичному факультеті Петербурзького університету. Перебував на дипломатичній службі у Відні та Парижі. Після раптової смерті дружини (від пологів) повернувся до Росії, був радником губернського правління у Кам'янці-Подільському, а в січні 1871 року обраний на посаду київського міського голови.
Саме в той час, коли Демидов обіймав цю посаду, у його житті трапилися чи не найвизначніші події: 21 травня 1871 року він одружився вдруге (з княжною Оленою Трубецькою), а 2 липня 1872 року успадкував від бездітного дядька Анатолія Демидова титул італійського князя Сан-Донато (на який, проте, мав право лише за кордоном). У вересні 1872 року подав у відставку з посади міського голови, його замінив Густав Ейсман, а навесні 1873 року відбулася зворотня заміна. У вересні 1873 року отримав чин придворного єґермейстера.
За часів Демидова в Києві сталась ще одна подія, про яку нечасто згадують. У 1872 році запрацював міський водогін: вода з Дніпра проходила через англійський фільтр і подавалась заможним киянам.
У Києві жив у власній садибі на Бібіковському бульварі (сучасний бульвар Тараса Шевченка). Сприяв будівництву нової будівлі міської думи. На кошти Демидова діяло Київське реальне училище, опікувався він Подільською чоловічою та Подільською жіночою гімназіями, Олександрівським ремісничим училищем, музичною школою.
У січні 1875 року був обраний до нового складу думи, але балотуватися на посаду міського голови відмовився, поїхавши до свого князівства. Утім, Демидову судилося ще раз повернутися до Києва — у статусі вповноваженого Червоного Хреста під час російсько-турецької війни 1877–1878 років У Києві колишнього голову зустріли з почестями, і він довів, що заслуговує на це: не обмежуючись державними субсидіями, допомагав пораненим солдатам з особистих статків. Помер у 1885 році в Італії.

## Нагороди
- Орден Святого Володимира 3-го ступеня (1874).
- Орден Святої Анни 2-го ступеня (1877).
- Орден Святої Анни 3-го ступеня (1867).
- Орден Святого Станіслава 1-го ступеня (1883).
- Орден Святого Станіслава 3-го ступеня (1865).
- Командор ордена Христа (Португалія, 1867)
- Кавалерский хрест ордена Спасителя найвищого ступеня з короною і бантом (Греція, 1868)
- Орден Святих Маврикія та Лазаря 1-го ступеня (Італія, 1872).
- Командорський хрест 1-го класу ордена Полярної Зірки (Швеція, 1875).